# Canton de La Pacaudière
Le canton de la Pacaudière est une ancienne division administrative française située dans le département de la Loire et la région Rhône-Alpes.

## Géographie
Ce canton était organisé autour de La Pacaudière dans l'arrondissement de Roanne. Son altitude varie de 269 m (Urbise) à 966 m (Saint-Bonnet-des-Quarts) pour une altitude moyenne de 363 m.
C'était le canton le plus au nord-ouest du département de la Loire.

## Histoire
Depuis le nouveau découpage territorial de la Loire par décret du 26 février 2014, les communes de ce canton ont rejoint le canton de Renaison.

## Représentation

### Conseillers d'arrondissement (de 1833 à 1940)
| Période                                  | Période      | Identité                         | Étiquette | Qualité |
| ---------------------------------------- | ------------ | -------------------------------- | --------- | --- |
| 1833                                     | 1836         | Claude Joseph François Colomb    |           | Avocat et propriétaire à La Pacaudière                                                                      |
| 1836                                     | 1839 (décès) | Marquis Théodore de Roncherolles |           | Propriétaire à Saint-Martin-d'Estréaux                                                                      |
| 1839                                     |              | Claude Joseph François Colomb    |           | Avocat et propriétaire à La Pacaudière                                                                      |
|                                          |              |                                  |           | |
| 1870                                     | 1873         | Joseph Louis Burnot              |           | Rentier, maire de Sail                                                                                      |
| 1940                                     |              |                                  |           | Les conseils d'arrondissement ont été suspendus par la loi du 12 octobre 1940 et n'ont jamais été réactivés |
| Les données manquantes sont à compléter. |              |                                  |           | |

### Conseillers généraux de 1833 à 2015
| Période | Période                   | Identité                            | Étiquette                              | Qualité |
| ------- | ------------------------- | ----------------------------------- | -------------------------------------- | --- |
| 1833    | 1835 (démission)          | Philibert Bouillet de la Faye       |                                        | Propriétaire à La Pacaudière                                                                                                |
| 1835    | 1845                      | Jean-Jacques Baude                  | Majorité ministérielle puis Opposition | Ancien sous-préfet Membre du Conseil d'État Député (1830-1831, 1832-1839, 1842-1846) Elu en 1845 dans le Canton de Charlieu |
| 1845    | 1848                      | Philibert Bouillet de La Faye       |                                        | Propriétaire, maire de La Pacaudière                                                                                        |
| 1848    | 1852                      | Hector Meynis Dufornel de Paulin    |                                        | Propriétaire, maire de Saint-Martin-d'Estréaux                                                                              |
| 1852    | 1855 (décès)              | Philibert Bouillet de La Faye       |                                        | Propriétaire à Saint-Martin-d'Estréaux                                                                                      |
| 1855    | 1861                      | Alphonse Michon du Marais           | Majorité dynastique                    | Colonel d'artillerie retraité Propriétaire à Saint-Germain-Lespinasse Député (1852-1863)                                    |
| 1861    | 1871                      | Vicomte Henri Michon de Vougy       |                                        | Directeur général des lignes télégraphiques Propriétaire à Saint-Forgeux-Lespinasse                                         |
| 1871    | 1873 (démission)          | Frédéric Noëlas (1830-1888)         |                                        | Médecin à Saint-Haon-le-Châtel, artiste dessinateur                                                                         |
| 1873    | 1880                      | Joseph Louis Burnot (1841-1904)     | Droite                                 | Rentier à Beaujeu, maire de Sail, conseiller d'arrondissement                                                               |
| 1880    | 1881 (décès)              | Claude-Emile Cuttier                | Républicain                            | Adjoint au maire de La Pacaudière                                                                                           |
| 1881    | 1892                      | Alphée Baret                        | Républicain                            | Rentier, maire de Saint-Martin-d'Estréaux                                                                                   |
| 1892    | 1904                      | Claude Corneloup                    | Républicain                            | Maire de Changy |
| 1904    | 1931 (décès)              | Pierre Monot                        | Rad.                                   | Propriétaire Maire de Saint-Martin-d'Estréaux                                                                               |
| 1932    | 1941 (démission d'office) | Philippe Picard                     | Rad.                                   | Cultivateur Maire de Changy Révoqué par le Gouvernement de Vichy                                                            |
|         |                           |                                     |                                        | |
| 1943    | 1945                      | Roger Gauthier (1886-1973)          |                                        | Président de la délégation spéciale de La Pacaudière Nommé conseiller départemental en 1943                                 |
|         |                           |                                     |                                        | |
| 1945    | 1949                      | Claudius Vial                       | PCF                                    | Paysan, Saint-Martin-d'Estréaux                                                                                             |
| 1949    | 1961                      | Noël Bougain (1886-1965)            | DVD                                    | Marchand de vin, maire de La Pacaudière                                                                                     |
| 1961    | 1965 (décès)              | Jean-Baptiste Fauconnet (1895-1965) | UDSR                                   | Avocat |
| 1966    | 1979                      | Antonin Bertrand                    | MRP puis CD puis DVD                   | Eleveur, Président de la coopérative agricole de La Pacaudière                                                              |
| 1979    | 2004                      | Régis Jacquis                       | app. PS                                | Agriculteur Maire de Vivans                                                                                                 |
| 2004    | 2015                      | René-André Barret                   | DVG                                    | Maire du Crozet (2001-2020) Président de la Communauté de Communes du Pays de La Pacaudière                                 |

## Composition
Le canton de la Pacaudière regroupait 9 communes et comptait 4 351 habitants (recensement de 2012 population légale).
| Nom                                   | Code Insee | Intercommunalité          | Superficie (km2) | Population (dernière pop. légale) | Densité (hab./km2) |
| ------------------------------------- | ---------- | ------------------------- | ---------------- | --------------------------------- | ------------------ |
| La Pacaudière (bureau centralisateur) | 42163      | CA Roannais Agglomération | 20,61            | 1 051 (2014)                      | 51                 |
| Changy                                | 42049      | CA Roannais Agglomération | 13,67            | 618 (2014)                        | 45                 |
| Le Crozet                             | 42078      | CA Roannais Agglomération | 13,31            | 282 (2014)                        | 21                 |
| Sail-les-Bains                        | 42194      | CA Roannais Agglomération | 21,11            | 202 (2014)                        | 9,6                |
| Saint-Bonnet-des-Quarts               | 42203      | CA Roannais Agglomération | 32,45            | 354 (2014)                        | 11                 |
| Saint-Forgeux-Lespinasse              | 42220      | CA Roannais Agglomération | 16,19            | 609 (2014)                        | 38                 |
| Saint-Martin-d'Estréaux               | 42257      | CA Roannais Agglomération | 29,60            | 868 (2014)                        | 29                 |
| Urbise                                | 42317      | CA Roannais Agglomération | 15,50            | 133 (2014)                        | 8,6                |
| Vivans                                | 42337      | CA Roannais Agglomération | 25,16            | 233 (2014)                        | 9,3                |

## Démographie
| 1962  | 1968  | 1975  | 1982  | 1990  | 1999  | 2006  | 2009 |
| ----- | ----- | ----- | ----- | ----- | ----- | ----- | ---- |
| 4 975 | 5 258 | 5 187 | 4 913 | 4 630 | 4 403 | 4 295 | -    |